# Carlo Bononi
Carlo Bononi (Ferrara, Ducat de Ferrara, 1569 - Ferrara, 3 de setembre de 1632) fou pintor italià actiu durant el primer barroc.

## Biografia

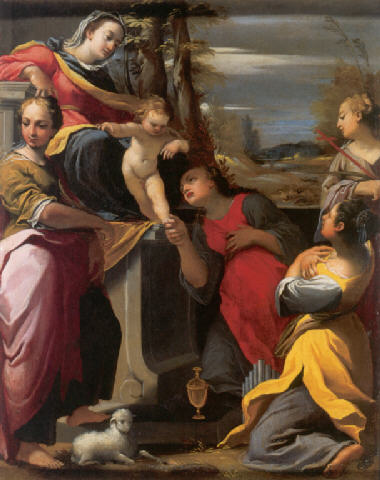
Mare de Déu entronitzada amb l'Infant i les santes Agnès, Maria Magdalena, Cecilia i Margarida

Va desenvolupar la seva activitat principalment a Bolonya, a l'entorn de l'Escola Bolonyesa. Va estudiar pintura amb Giuseppe Mazzuoli, conegut com il Bastarolo. Va tractar al Guercino i a Guido Reni. Es va establir a Roma durant dos anys (en el període 1605-1610). Les seves pintures a l'església de San Paterniano di Fano semblen confirmar aquesta estada, ja que estan influïdes per l'estudi de Caravaggio i els seus seguidors romans, com ara Orazio Borgianni.
Bononi és un dels últims grans pintors de l'escola de Ferrara. Tot i respectar la tradició heretada d'artistes com Dosso Dossi o Paolo Veronese, va absorbir en gran manera les noves tendències liderades per Ludovico Carracci, barrejant-lo amb un colorit de tint venecià. La seva fase final va ser de decadència, tornant a un estil proper al manierisme tardà.
Entre els seus alumnes figuren Alfonso Rivarola, Luca Ferrari, Giovanni Battista dalla Torre i Camillo Berlinghieri. Va ser enterrat a l'església de Santa Maria in Vado, on anys abans havia executat diversos treballs de decoració.

## Algunes obres

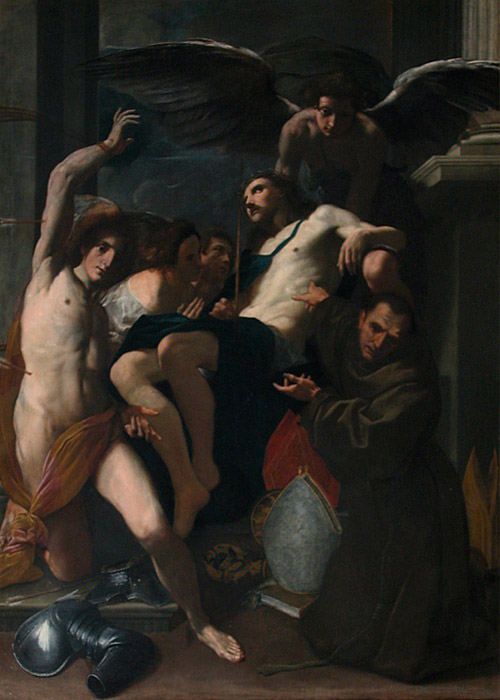
Pietà amb àngels i Sant Sebastià i Sant Bonaventura, Museu del Louvre, París

- "Martiri de Sant Pau"(Schloss Weissenstein, Pommersfelden)
- "Mare de Déu amb Sant Maurilio i Sant Jordi" (a. 1600, Kunsthistorisches Museum, Viena)
- Frescs de Sant Paterniano (1610-12, Fano)
  - "Escenes de la Vida de Sant Paterniano".
- Frescs de la basílica della Ghiara (1610-20, Reggio Emilia)
- "Anunciació", (San Bartolomeo, Mòdena)
- "Miracle de Sant Gualberto", (Sant Orsola, Màntua)
- "Pietà amb àngels i els sants Sebastià i Buenaventura" (1610-17, Museu del Louvre, París)[1]
- "Ascension de Crist" (1617, San Salvatore, Bologna)[2]
- "Miracle de la Verge del Carme" (1624-26, Galleria Estense, Mòdena)[3]
- "Sagrada Família amb sants" (1626, Galleria Estense, Mòdena)
- "Noces de Canà" (1632)[4]